# Saint-Bauzély
Saint-Bauzély település Franciaországban, Gard megyében. Lakosainak száma 681 fő (2022. január 1.). Saint-Bauzély Fons, Gajan, Montignargues, La Rouvière és Montagnac községekkel határos.

## Népesség
A település népessége az elmúlt években az alábbi módon változott:
| Lakosok száma | 181  | 295  | 331  | 433  | 572  | 585  | 649  | 656  | 660  | 681  |
|               | 1968 | 1982 | 1990 | 2006 | 2013 | 2015 | 2017 | 2019 | 2020 | 2022 |